# Jake Kasdan

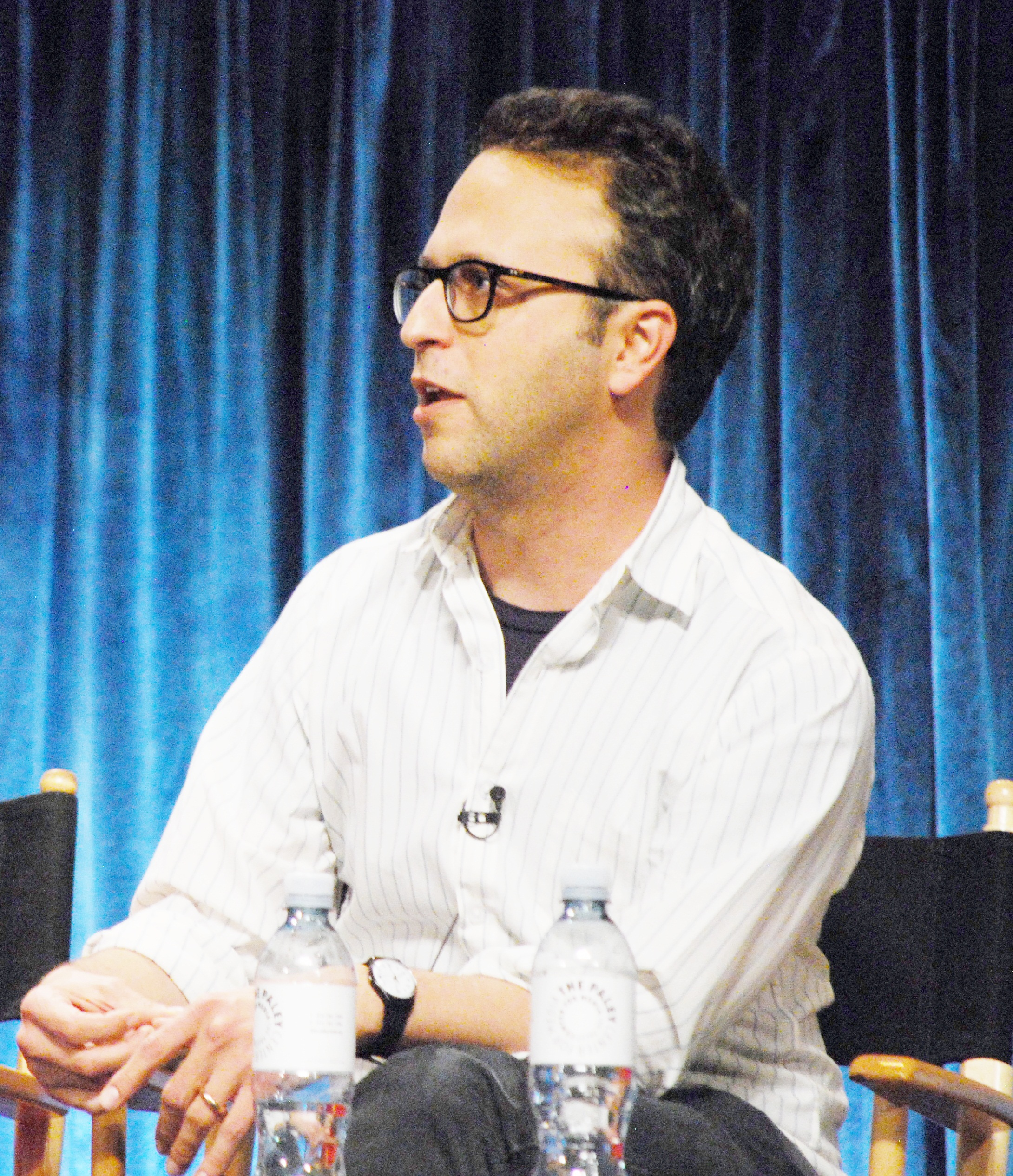
Jake Kasdan (2012)

Jacob „Jake“ Kasdan (* 28. Oktober 1974 in Detroit, Michigan) ist ein US-amerikanischer Schauspieler, Filmproduzent und Regisseur.

## Leben
Kasdan ist der Sohn des Regisseurs und Drehbuchautors Lawrence Kasdan und der Drehbuchautorin und Filmproduzentin Meg Kasdan, sein Bruder ist Jon Kasdan. Er trat schon als kleines Kind in Filmen seines Vaters auf und ist mit der Sängerin und Songwriterin Inara George von der Gruppe The Bird and the Bee verheiratet. 2006 war er mit dem Film Walk Hard: Die Dewey Cox Story für den Golden Globe nominiert.

## Filmografie (Auswahl)

### Regie
- 1998: Zero Effect (auch Produktion und Drehbuch)
- 1999: Voll daneben, voll im Leben (Freaks and Geeks)
- 2000: Starlets (Grosse Pointe)
- 2002: Nix wie raus aus Orange County (Orange County)
- 2006: The TV Set (auch Produktion und Drehbuch)
- 2007: Walk Hard: Die Dewey Cox Story (Walk Hard: The Dewey Cox Story) (auch Produktion und Drehbuch)
- 2011: Bad Teacher
- 2011–2012: New Girl (auch Produktion)
- 2014: Sex Tape
- 2017: Jumanji: Willkommen im Dschungel (Jumanji: Welcome to the Jungle)
- 2019: Jumanji: The Next Level
- 2024: Red One – Alarmstufe Weihnachten (Red One)

### Produktion
- 2008: Shades of Ray
- 2011: Friends with Kids
- 2024: Red One – Alarmstufe Weihnachten (Red One)